# O Terraço
O Terraço (La terrazza em italiano / La terrasse em francês) é um filme ítalo-francês de 1980, do gênero drama, dirigido por Ettore Scola.

## Sinopse
Cinco velhos amigos se encontram em um jantar e revelam seus dramas: o roteirista vive uma crise artística; o produtor de cinema é desprezado pela mulher; o jornalista de esquerda, recém-abandonado pela esposa, perde o emprego; o deputado do PCI se envolve com uma jovem casada; e o diretor de uma rede de televisão renuncia à vida.

## Elenco
- Vittorio Gassman.... Mario
- Ugo Tognazzi.... Amedeo
- Jean-Louis Trintignant.... Enrico D'Orsi
- Marcello Mastroianni.... Luigi
- Stefania Sandrelli.... Giovanna
- Carla Gravina.... Carla
- Ombretta Colli.... Enza
- Galeazzo Benti.... Galeazzo
- Milena Vukotic.... Emanuela
- Stefano Satta Flores.... Tizzo
- Serge Reggiani.... Sergio
- Agenore Incrocci.... Vittorio

## Principais prêmios e indicações
Festival de Cannes 1980 (França)
- Venceu nas categorias de melhor roteiro (Ettore Scola, Agenore Incrocci e Furio Scarpelli) e melhor atriz coadjuvante (Carla Gravina).
- Indicado à Palma de Ouro (melhor filme).